# Kalmár Pál
Kalmár Pál Tivadar Dániel (Mezőtúr, 1900. szeptember 5. – Budapest, 1988. november 21.) magyar dalénekes, az 1930-as és 1940-es évek egyik legnépszerűbb énekese. A világsikert elért Seress Rezső-sláger, a Szomorú vasárnap első két felvételének előadója.
Fia Kalmár János olimpiai bronzérmes vívó.

## Élete
Édesapja, Kalmár Ákos Jász-Nagykun-Szolnok vármegyében volt járásbíró, édesanyja, Nagy Aranka a történelmi Czebe család leszármazottja. A gimnázium első két osztályát a podolini piarista gimnáziumban (1910–1912) és Debrecenben végezte. Mivel a katonai pályát ambicionálta, Nagyváradon a Magyar Királyi Honvéd Hadapródiskolában is tanult. 19 éves korában jelentkezett a Vígszínház fiatal énekeseket kereső felhívására. Stefanidesz Károly kolozsvári színigazgató javaslatára énekelni tanult. Tanárai Anthes György, Hilgermann Laura és Makai Mihály voltak. 1923 és 1925 között az Országos Színészegyesület Színészképző Iskolájának hallgatója volt. Az Operettszínház segédszínésznek, később a kaposvári és a pécsi társulat bonvivánként szerződtette.
A harmincas évek elejétől fellépett a Rákóczi és Kazinczy utca sarkán álló 1100 vendéget befogadni tudó Ostende kávéházban. Itt fedezte fel a Columbia Gramafon Társaság képviselője és 1932-től szerződtették. Ekkor indult nemzetközi karrierje. Rendszeresen vendégszerepelt Londonban, Párizsban, Berlinben és Bukarestben is. A kor legnagyobb slágereit énekelte lemezre, gyakran szerepelt a rádióban is. Az egyetlen film, amelyben hangját hallhatjuk, az 1935-ben készült Szent Péter esernyője, melyben Básti Lajos énekhangjaként két dalt is énekel. 1936-tól a német ODEON cég jelentette meg lemezeit. A lemezfelvételek idejére a háború alatt a harctérről is szabadságolták.
A második világháború után kényszerű okokból – Weygand Tiborhoz hasonlóan – pályafutása megszakadt. A Budapesti Szerelőipari Vállalatnál helyezkedett el mint hegesztő és köszörűs. Munkájáért még sztahanovista kitüntetést is kapott. 1954-től énekelhetett ismét. Állandó fellépőhelye a krisztinavárosi Márványmenyasszony étterem lett. Lemezfelvételt már nem készítettek vele, a rádióban tartósan „indexre” került. 1968-ban egy operáció miatt elveszítette hangját, többé már nem énekelhetett.
A „Tangókirályként” is aposztrofált énekessel több mint ezer lemezfelvétel készült. 1989-ben a Hanglemezgyártó Vállalat kiadott egy húsz számot tartalmazó válogatás lemezt. A szerkesztésben még közreműködött, de a megjelenést már nem érhette meg, mivel 1988. november 21-én, 88 évesen elhunyt.
Érdekesség: Telefonszáma az 1930-as, '40-es években: 1-452-92.

## Legismertebb slágerei

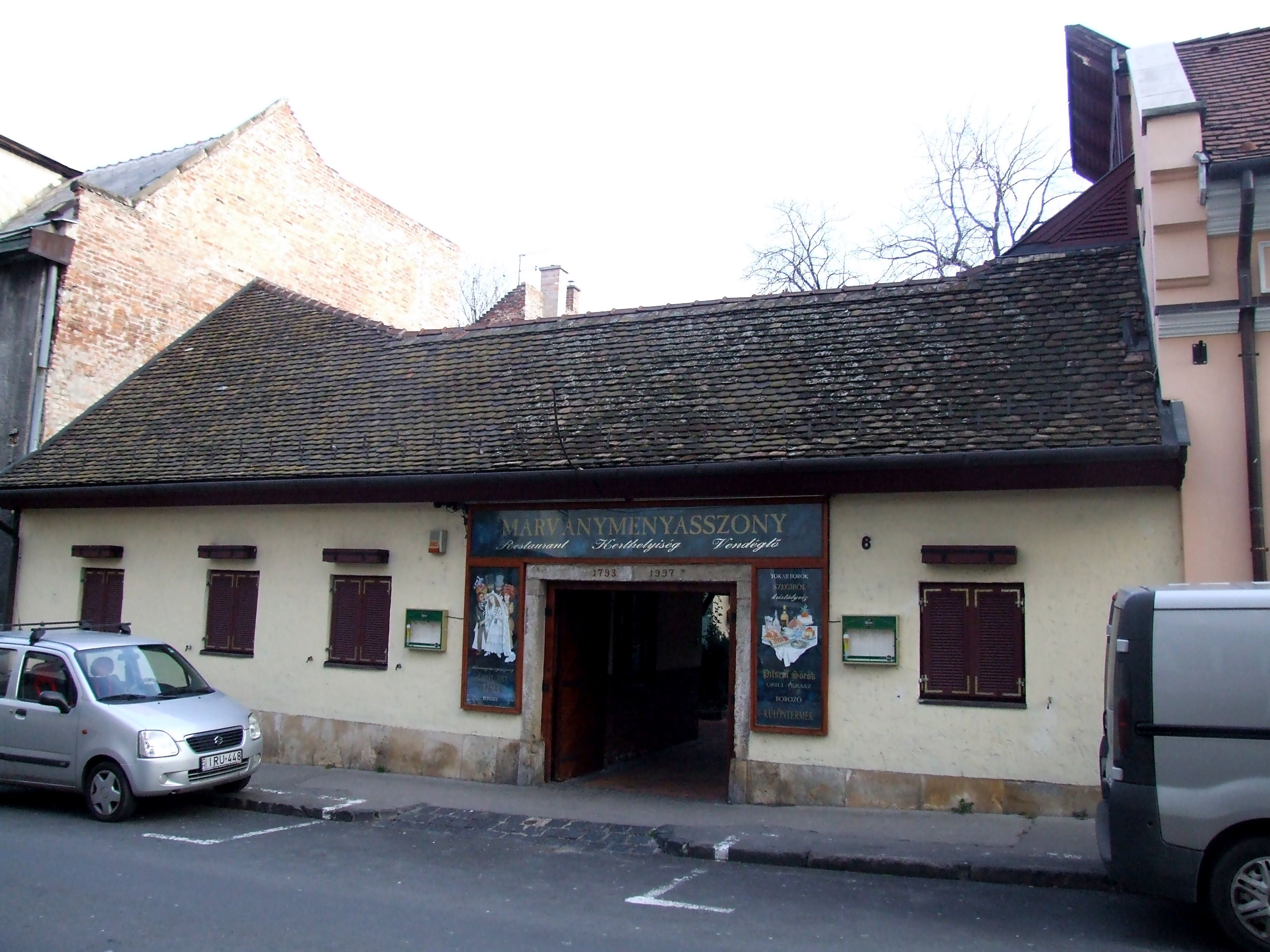
1954-től ismét énekelhetett. A helyszín a Márványmenyasszony étterem volt

- Szomorú vasárnap (Seress Rezső–Jávor László)[7]
- Szeressük egymást gyerekek (Seress Rezső)
- Ha minden véget ér (Seress Rezső)
- Az egyiknek sikerül, a másiknak nem (Zerkovitz Béla)
- Már megettem a kenyerem javát (Dr. Sándor Jenő–Kellér Dezső) T-007.000.673-3 (Szenes Andor)
- Drágám, néha téved az ember (Buday Dénes–Vadnay László)
- Az nem lehet (Kola József–Szenes Andor)
- Emlékszik még kislány? (Zách István–Cz. Nemes Gyula)
- Az ember egy léha, könnyelmű senki (Erdélyi Mihály)
- Sárgarézből van a pipakupakom (Erdélyi Mihály)
- Szívbajok ellen, kisasszony, szedjen tangót! (Rozsnyai Sándor–Harmath Imre)
- Balalajka sír az éjben (Fényes Szabolcs–Mihály István)[8]
- Szép vagy, gyönyörű vagy, Magyarország (Vincze Zsigmond–Kulinyi Ernő)
- Maga az első bűnös asszony (László Imre–Seress Rezső)

## Diszkográfia
- Kemény Egon:[9]
  - Kemény Egon – Kellér Dezső: Álmaimban (1939, slowfoxtrott) Kalmár Pál, Odeon tánczenekar
  - Kemény Egon – Ilniczky László: Nem megyek többé magához (1940, tangó dal) Kalmár Pál, Odeon tánczenekar
  - Kemény Egon – Rákosi János: Kár volt, belátom (1940, dalkeringő) Kalmár Pál, Odeon tánczenekar
- Hungaroton kiadónál megjelent önálló hanglemez albumai[10]
  - Ezüsttükrös kávéházban  - Kalmár Pál énekel (1987-ben újra, eredetileg 1940. június 10.-én kiadott album)
  - Kalmár Pál énekel - Archiv felvételek Kiadva:  1980. május 12.
  - Emlékszik még kislány - Kiadva: 1985. június 03.
  - Felhő száll a nagy-erdőre - Kiadva: 1989. június 20.